# Herman van den Bergh

Stemma di famiglia

Herman van den Bergh (Gheldria, 2 agosto 1558 – Spa, 12 agosto 1611) è stato un soldato olandese nella guerra degli ottant'anni, cavaliere dell'Ordine del Toson d'oro e statolder dell’Alta Gheldria.

## Biografia
Nel 1584 lui, i suoi fratelli Frederik e Hendrik e il loro padre Guglielmo IV van den Bergh si unirono alla parte spagnola nella guerra, anche se Herman era ancora attivo nel servizio degli Stati come capitano e comandante della guarnigione attivo a Heerenberg e Doetinchem. Mentre dalla parte spagnola Herman era più attivo nell'assedio di Deventer del 1591, che si arrese a Maurizio di Nassau dopo dieci giorni. Due anni dopo, nel 1593, Herman fu promosso a statolder dell’Alta Gheldria.